# Thomas Kretschmann
Thomas Kretschmann (Dessau, 8 settembre 1962) è un attore tedesco.
Tra i suoi ruoli di rilievo si ricordano il tenente Hans von Witzland in Stalingrad (1993), il pervertito serial killer Alfredo Grossi nel film horror italiano La sindrome di Stendhal (1996), il capitano Wilm Hosenfeld ne Il pianista (2002), Hermann Fegelein ne La caduta - Gli ultimi giorni di Hitler (2004), Victor Helios in The Lab (2004), il capitano Englehorn in King Kong (2005), il maggiore Otto Remer in Operazione Valchiria (2008), la voce del perfido Professor Zündapp nel film d'animazione Cars 2 (2011), e nel ruolo del giornalista Jürgen Hinzpeter in A Taxi Driver (2017). Ha inoltre interpretato il Barone Wolfgang von Strucker nei film del Marvel Cinematic Universe Captain America: The Winter Soldier (2014) e Avengers: Age of Ultron (2015).
Kretschmann è stato nominato due volte per il Deutscher Fernsehpreis come miglior attore. Candidato anche all'European Film Award e al Nika.

## Biografia
Thomas Kretschmann è figlio di un'insegnante che lo ha cresciuto da sola. In gioventù era un nuotatore olimpico nella nazionale. All'età di sei anni inizia a nuotare nella piscina comunale di Dessau e a dieci anni frequenta un collegio sportivo ad Halle (Saale). Ha vinto diversi titoli di campionato. All'età di 17 anni smise di praticare l'agonismo e in seguito terminò la sua carriera scolastica con il suo abitur.
Ha incontrato l'attore Dirk Nawrocki e il suo compagno, lo scenografo e pittore Heiko Zolchow, che lo hanno ispirato ad iscriversi all'Accademia di arti drammatiche Ernst Busch di Berlino. Nonostante abbia superato l'esame di ammissione, non ha mai accettato il suo posto all'università perché ha deciso di fuggire nella Germania Ovest. Nel settembre 1983 è fuggito nella Germania occidentale attraverso l'Ungheria, la Jugoslavia e l'Austria.
Alla fine degli anni '80 ha completato la formazione di recitazione presso la scuola di recitazione "Der Kreis" di Berlino. Il suo esordio è a teatro in una produzione del Macbeth diretta da Katharina Thalbach. Ha fatto il suo debutto cinematografico nei film Westler del 1985 e Der Mitwisser del 1989. Nel 1991 è stato premiato quest'ultimo film al Max Ophüls Film Festival come miglior giovane attore.
Nel 1993 ha recitato nel film tedesco di Joseph Vilsmaier che lo ha scelto per un ruolo da protagonista nel suo dramma di guerra Stalingrad. Per la televisione partecipa a serie come Il commissario Köster e L'ispettore Derrick. Poi lascia la Germania alla volta della Francia dove vive per tre anni e gira un paio di film. Successivamente vive e lavora per due anni in Italia dove gira tra gli altri: I cavalieri che fecero l'impresa di Pupi Avati, e La sindrome di Stendhal di Dario Argento.
Al cinema, Kretschmann può essere visto in ruoli secondari nelle principali produzioni hollywoodiane. Nel 2000 in U-571 di Jonathan Mostow. Nel 2001 nella serie televisiva Relic Hunter. Nel 2002 in Blade II di Guillermo del Toro nel ruolo del vampiro Eli Damaskinos, con Wesley Snipes e nel film premio Oscar Il pianista di Roman Polański, in cui interpreta l'ufficiale tedesco Wilm Hosenfeld. Nel 2003 ha recitato in due episodi della seconda stagione della serie televisiva 24. Uno dei membri fondatori della German Film Academy nel 2003, Kretschmann spesso si doppia da solo per i doppiaggi in tedesco dei suoi ruoli. Oltre alla recitazione, Kretschmann ha anche lavorato come modello, incluso un periodo come volto per un profumo di Hugo Boss.
Nel 2004 è apparso in Immortal Ad Vitam di Enki Bilal, Resident Evil: Apocalypse, The Lab e soprattutto in La caduta - Gli ultimi giorni di Hitler di Oliver Hirschbiegel, nel quale interpreta il ruolo di Hermann Fegelein, un generale delle Waffen-SS e cognato di Eva Braun. Nel 2005, Kretschmann nel film TV Non abbiate paura - La vita di Giovanni Paolo II Kretschmann ha interpretato Giovanni Paolo II, sia da giovane che dopo l'elezione a pontefice. Ha ottenuto il ruolo secondario di Captain Englehorn nel remake di King Kong di Peter Jackson. Qui ha incontrato di nuovo il suo collega Adrien Brody de Il pianista.
Nel 2006 ha recitato nell film horror Rohtenburg, in cui ha interpretato il cannibale Oliver Hartwin. Questa figura è vagamente basata su quella di Armin Meiwes, che divenne noto come il "Cannibale di Rotenburg". Nel 2007 ha avuto un ruolo secondario nel film d'azione Next di Lee Tamahori.
Nel 2008 Kretschmann ha interpretato il ruolo del maggiore Otto Ernst Remer nella produzione cinematografica tedesco-americana Operazione Valchiria, insieme a Tom Cruise.. Sempre nel 2008 ha interpretato il ruolo principale di Wolf Larsen in Sea Wolf - Il lupo di mare. Nello stesso anno è apparso nel film d'azione Wanted - Scegli il tuo destino al fianco di Angelina Jolie, Morgan Freeman e James McAvoy. Nel 2011 ha lavorato per l'adattamento cinematografico di Dschungelkind di Roland Suso Richter dal bestseller di Sabine Kuegler. Fino ad aprile 2011, Kretschmann ha fatto parte della campagna Walk With Giants di Johnnie Walkere lì ha raccontato della sua carriera umana.
Nello steso anno è stato visto nella miniserie L'affondamento del Laconia nei panni dell'ammiraglio Karl Dönitz, insieme a Franka Potente. I due hanno già lavorato insieme nel film Eichmann (2007), dove lui ha interpretato Adolf Eichmann. Nel 2012 ha impersonato il conte Dracula nel film Dracula 3D, diretto da Dario Argento. Ha recitato nel ruolo di Abraham Van Helsing nella serie horror co-prodotta da NBC e BBC Dracula nel 2013-2014, al fianco di Jonathan Rhys Meyers (il conte Dracula) e Oliver Jackson-Cohen (Jonathan Harker). Nel 2014 ha interpretato Horst Dassler nel film La grande passione. Nello stesso anno viene visto alla fine del film Captain America: The Winter Soldier nel ruolo del villain Barone Strucker, che riprenderà nel film Avengers: Age of Ultron del 2015.

## Vita privata

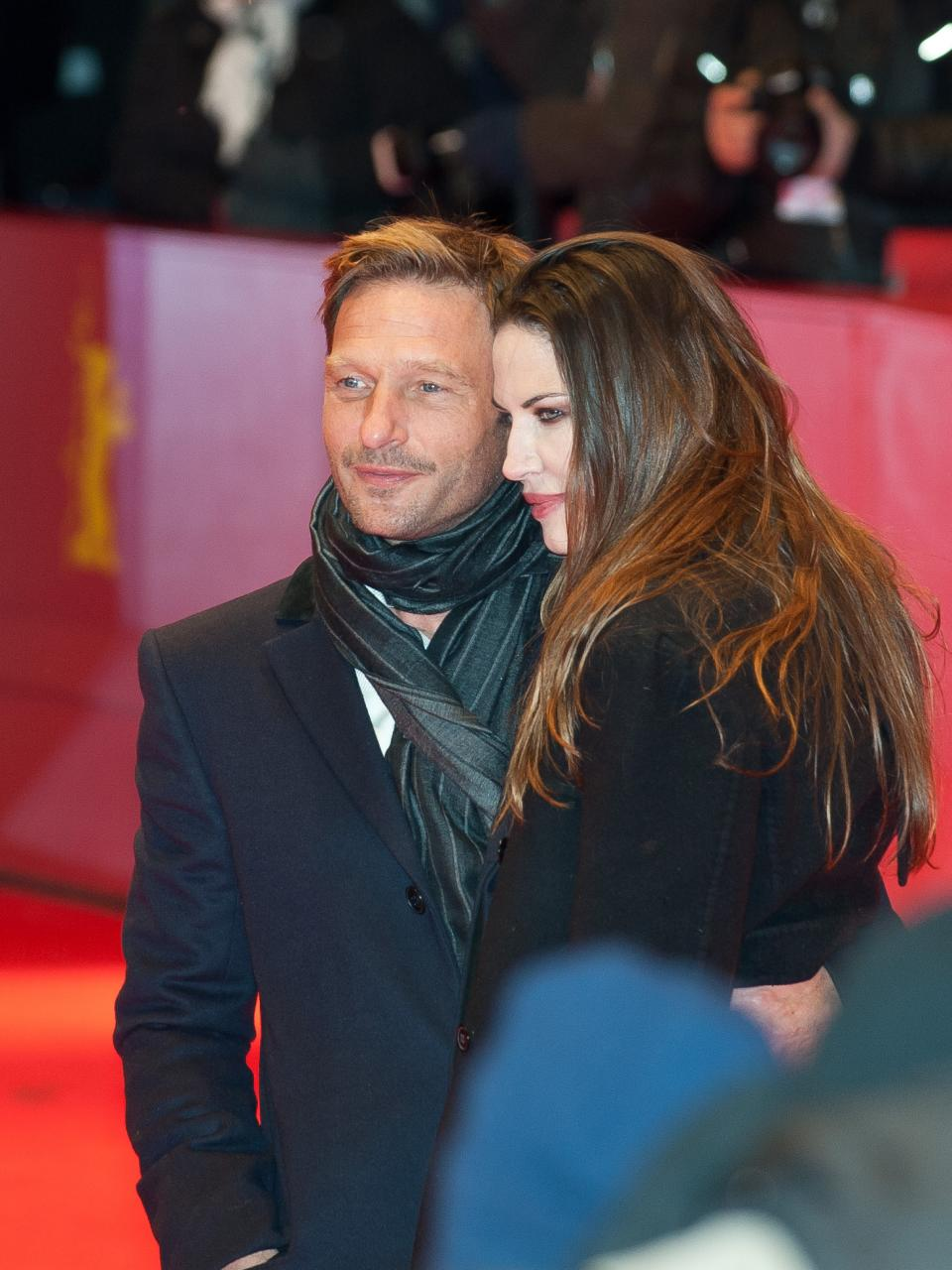
Thomas Kretschmann con la compagna Brittany Rice al Festival di Berlino 2012

Vive a Los Angeles. Ha avuto tre figli, Nicholas (1998), Stella (1999) e Alexander (2002) dalla sua ex-compagna Lena Roklin, con cui ha convissuto dal 1997 al 2009. Dal 2009 al 2010 ha avuto una breve relazione con la modella Shermine Shahrivar. Dal 2011 è legato sentimentalmente a Brittany Rice.

## Filmografia

### Cinema
- Westler, regia di Wieland Speck (1985)
- Der Mitwisser, regia di Ulrike Dickmann (1989)
- Vite sospese (Shining Through), regia di David Seltzer (1992)
- Krigerens hjerte, regia di Leidulv Risan (1992)
- Stalingrad, regia di Joseph Vilsmaier (1993)
- Die Ratte, regia di Klaus Lemke (1993)
- Engel ohne Flügel, regia di Maria Theresia Wagner (1993)
- Affären, regia di Jacques Breuer (1994)
- La Regina Margot (La Reine Margot), regia di Patrice Chéreau (1994)
- Ainsi soient - elles, regia di Patrick Alessandrin e Lisa Azuelos (1995)
- Brennendes Herz, regia di Peter Patzak (1995)
- Marciando nel buio, regia di Massimo Spano (1996)
- La sindrome di Stendhal, regia di Dario Argento (1996)
- Il tocco - La sfida, regia di Enrico Coletti (1997)
- Il mistero del principe Valiant (Prince Valiant), regia di Anthony Hickox (1997)
- Total Reality, regia di Phillip J. Roth (1997)
- Coppia omicida, regia di Claudio Fragasso (1998)
- U-571, regia di Jonathan Mostow (2000)
- Feindliche Übernahme - althan.com, regia di Carl Schenkel (2001)
- I cavalieri che fecero l'impresa, regia di Pupi Avati (2001)
- Il pianista (The Pianist), regia di Roman Polański (2002)
- Blade II, regia di Guillermo del Toro (2002)
- My Father, regia di Egidio Eronico (2003)
- Un genio in pannolino 2 (Superbabies : Baby geniuses 2), regia di Bob Clark (2004)
- Immortal Ad Vitam, regia di Enki Bilal (2004)
- La caduta - Gli ultimi giorni di Hitler (Der Untergang), regia di Oliver Hirschbiegel (2004)
- Resident Evil: Apocalypse, regia di Paul W. S. Anderson (2004)
- Gioco di donna (Head in the Clouds), regia di John Duigan (2004)
- Schneeland, regia di Hans W. Geissendörfer (2005)
- U-429 - Senza via di fuga (In Enemy Hands), regia di Tony Giglio (2005)
- Non abbiate paura - La vita di Giovanni Paolo II (Have no Fear: The Life of Pope John Paul II), regia di Jeff Bleckner (2005)
- King Kong, regia di Peter Jackson (2005)
- Rohtenburg, regia di Martin Weisz (2006)
- L'eletto (Le Concile de pierre), regia di Guillaume Nicloux (2006)
- La profezia di Celestino (The Celestine Prophecy), regia di Armand Mastroianni (2006)
- Destiny's Bride (Partition), regia di Vic Sarin (2007)
- Next, regia di Lee Tamahori (2007)
- Le galline selvatiche e l'amore (Die Wilden Hühner und die Liebe), regia di Vivian Naefe (2007)
- Warum Männer nicht zuhören und Frauen schlecht einparken, regia di Leander Haußmann (2007)
- Eichmann, regia di Robert Young (2007)
- Campo 19 (In Tranzit), regia di Tom Roberts (2008)
- Transsiberian, regia di Brad Anderson (2008)
- Wanted - Scegli il tuo destino (Wanted), regia di Timur Bekmambetov (2008)
- Operazione Valchiria (Valkyrie), regia di Bryan Singer (2008)
- Separation City, regia di Paul Middleditch (2009)
- The Young Victoria, regia di Jean-Marc Vallée (2009)
- King Conqueror, regia di José Antonio Escrivá (2009)
- 30 giorni per innamorarsi (Zweiohrküken), regia di Til Schweiger (2009)
- The Big Bang, regia di Tony Krantz (2010)
- Dschungelkind, regia di Roland Suso Richter (2011)
- What a Man, regia di Matthias Schweighöfer (2011)
- Hostel: Part III, regia di Scott Spiegel (2011)
- Dracula 3D, regia di Dario Argento (2012)
- Stalingrad (Сталинград), regia di Fedor Bondarchuk (2013)
- Open Grave, regia di Gonzalo López-Gallego (2013)
- The Galapagos Affair, regia di Daniel Geller e Dayna Goldfine (2013)
- Captain America: The Winter Soldier, regia di Anthony e Joe Russo (2014) - cameo
- Plastic, regia di Julian Gilbey (2014)
- La grande passione (United Passions), regia di Frédéric Auburtin (2014)
- Avengers: Age of Ultron, regia di Joss Whedon (2015)
- Hitman: Agent 47, regia di Aleksander Bach (2015)
- The Man in the Box, regia di Arsen Anton Ostojić (2015)
- Shadow Hill, regia di Charlton Jacob Jacques (2016)
- Whiskey Tango Foxtrot, regia di Glenn Ficarra e John Requa (2016)
- Una spia e mezzo (Central Intelligence), regia di Rawson Marshall Thurber (2016)
- Emperor, regia di Lee Tamahori (2016)
- Stratton - Forze speciali (Stratton), regia di Simon West (2017)
- A Taxi Driver	(택시운전사), regia di Jang Hoon (2017)
- Jungle, regia di Greg McLean (2017)
- Dragged Across Concrete - Poliziotti al limite (Dragged Across Concrete), regia di S. Craig Zahler (2018)
- Balloon - Il vento della libertà (Ballon), regia di Michael Herbig (2018)
- Discarnate, regia di Mario Sorrenti (2018)
- I bambini della speranza (The Windermere Children), regia di Michael Samuels (2020)
- Aspettando Anya (Waiting for Anya), regia di Ben Cookson (2020)
- Greyhound - Il nemico invisibile (Greyhound), regia di Aaron Schneider (2020)
- American Traitor: The Trial of Axis Sally, regia di Michael Polish (2021)
- Piscina infinita (Infinity Pool), regia di Brandon Cronenberg (2023)
- Indiana Jones e il quadrante del destino (Indiana Jones and the Dial of Destiny), regia di James Mangold (2023)
- Gran Turismo - La storia di un sogno impossibile (Gran Turismo), regia di Neill Blomkamp (2023)
- Last Sentinel, regia di Tanel Toom (2023)
- Deliver Us, regia di Lee Roy Kunz e Cru Ennis (2023)
- Upgraded - Amore, arte e bugie (Upgraded), regia di Carlson Young (2024)

### Televisione
- Hals über Kopf - serie tv, episodio 1x24 (1987)
- Der Boss aus dem Western, regia di Vivian Naefe - film TV (1988)
- Il commissario Köster (Der Alte), regia di Alfred Weidenmann - serie TV, episodio 13x05 (1989)
- Radiofieber, regia di Dietrich Haugk - serie TV, 4 puntate (1989)
- Molle mit Korn, regia di Uwe Frießner - serie TV, episodi 1x09 e 1x10 (1989)
- Praxis Bülowbogen, regia di Dietrich Haugk - serie TV, episodio 2x06 (1989)
- Unter einem Dach regia di Christian Görlitz - serie TV, 6 episodi (1990)
- L'ispettore Derrick (Derrick), regia di Alfred Weidenmann - serie TV, episodi 17x11 (1990) e 22x04 (1995)
- Rothenbaumchaussee, regia di Dietrich Haugk - film TV (1991)
- Die Männer vom K3, regia di Dietrich Haugk - serie TV, episodio 2x03 (1991)
- Jenseits der Brandung, regia di Peter Patzak - film TV (1994)
- Tödliche Besessenheit - Das Geheimnis der Martha E., regia di Peter Patzak - film TV (1995)
- Passione proibita (Ich liebe den Mann meiner Tochter), regia di Vivian Naefe - film TV (1995)
- Wir zusammen allein mit dir, regia di Wilma Kottush - film TV (1995)
- Anna – Im Banne des Bösen, regia di Dagmar Damek - film TV (1995)
- La dernière fête, regia di Pierre Granier-Deferre - film TV (1996)
- La principessa e il povero, regia di Lamberto Bava - film TV (1997)
- Unter die Haut, regia di Christopher Schrewe - film TV (1997)
- Squadra Speciale Cobra 11 (Alarm für Cobra 11 – Die Autobahnpolizei) - serie TV, episodio 2x11 (1997)
- Die Mädchenfalle – Der Tod kommt online, regia di Peter Ily Huemer - film TV (1998)
- Nina – Vom Kinderzimmer ins Bordell, regia di Torsten C. Fischer - film TV (1998)
- Lady Diamante (Die Diebin), regia di Michael Karen (1998)
- La nave dei sogni (Das Traumschiff) - serie TV, episodio 1x32 (1998)
- Der Tod in deinen Augen, regia di Michael Rowitz - film TV (1999)
- Der Solist – Kein Weg zurück, regia di Carlo Rola - film TV (1999)
- Ester (Esther), regia di Raffaele Mertes - film TV (1999)
- Total Recall 2070 - serie TV, episodi 1x01 e 1x02 (1999)
- V.I.P. - serie TV, episodi 2x01 e 3x20 (1999)
- Relic Hunter – serie TV, episodi 1x06-1x12-2x12 (1999-2001)
- Green Sails, regia di Whitney Ransick - film TV (2000)
- Poison - Istinto omicida (Das blonde Biest – Wenn Mutterliebe blind macht), regia di Dennis Berry - film TV (2000)
- Ein tödliches Wochenende, regia di Torsten C. Fischer - film TV (2001)
- Der Solist - Niemandsland, regia di Thomas Freundner - film TV (2001)
- Der Solist - Kuriertag, regia di Stephan Wagner - film TV (2002)
- Der Solist - In eigener Sache, regia di Stephan Wagner - film TV (2002)
- 24 - serie TV, episodi 2x23 e 2x24 (2003)
- Karen Sisco - serie tv, episodio 1x03 (2003)
- The Karate Dog, regia di Bob Clark - film TV (2004)
- The Lab (Frankenstein), regia di Marcus Nispel - film TV (2004)
- Bionic Woman - serie TV, episodio 1x01 (2007)
- Mogadischu, regia di Roland Suso Richter (2008)
- Sea Wolf - Il lupo di mare (Der Seewolf), regia di Christoph Schrewe - film TV (2008)
- FlashForward - serie TV, episodio 1x03 (2009)
- Romy, regia di Torsten C. Fischer - film TV (2009)
- Die Grenze, regia di Roland Suso Richter - film TV (2010)
- L'affondamento del Laconia (The Sinking of the Laconia), regia Uwe Janson - miniserie TV, 2 puntate (2011)
- The Cape - serie TV, episodio 1x03 (2011)
- The River - serie TV, 8 episodi (2012)
- Dracula - serie TV, 10 episodi (2013-2014)
- Berlin Station - serie TV, 9 episodi (2017)
- The Saint, regia di Ernie Barbarash - film TV (2017)
- Lore - Antologia dell'orrore (Lore) - serie TV, episodio 2x03 (2018)
- Project Blue Book - serie TV, episodio 1x04 (2019)
- Westworld - Dove tutto è concesso (Westworld) – serie TV, episodio 3x01 (2020)
- Das Boot – serie TV, 5 episodi (2020)
- Penny Dreadful: City of Angels – serie TV, 8 episodi (2020)
- Biohacker – serie TV, 6 episodi (2021)

## Doppiatori italiani
Nelle versioni in italiano dei suoi lavori, Thomas Kretschmann è stato doppiato da:
- Angelo Maggi ne Il tocco - La sfida, Romy, L'affondamento del Laconia, Dracula, Stratton - Forze speciali
- Alessandro Budroni in The River, Jungle, Westworld - Dove tutto è concesso, Greyhound - Il nemico invisibile, Indiana Jones e il quadrante del destino
- Roberto Pedicini in La principessa e il povero, King Kong, The Young Victoria, Penny Dreadful: City of Angels
- Francesco Prando in Wanted - Scegli il tuo destino, Hitman: Agent 47, Upgraded - Amore, arte e bugie
- Gaetano Varcasia in My Father, U-429 - Senza via di fuga
- Loris Loddi in La caduta - Gli ultimi giorni di Hitler, Open Grave
- Fabrizio Pucci in Gioco di donna, Non abbiate paura - La vita di Giovanni Paolo II
- Luca Ward in Sea Wolf - Il lupo di mare, I bambini della speranza
- Massimo De Ambrosis in Stalingrad (2013), Dragged Across Concrete - Poliziotti al limite
- Ralph Palka in Captain America: The Winter Soldier, Avengers: Age of Ultron
- Mario Cordova in 24, Dracula 3D
- Carlo Cosolo in L'ispettore Derrick
- Sandro Acerbo in Stalingrad (1993)
- Maurizio Reti in Passione proibita
- Francesco Pannofino in Marciando nel buio
- Massimo Venturiello in La sindrome di Stendhal
- Saverio Indrio in Il mistero del principe Valiant
- Tonino Accolla in Coppia omicida
- Sergio Di Stefano in Ester
- Pasquale Anselmo in U-571
- Edoardo Nordio in Relic Hunter
- Antonio Sanna in I cavalieri che fecero l'impresa
- Dario Penne in Blade II
- Fabio Boccanera in Immortal Ad Vitam
- Massimo Lodolo in Resident Evil: Apocalypse
- Simone D'Andrea in The Lab
- Raffaele Farina in La profezia di Celestino
- Edwin Francis in Next
- Alberto Angrisano in Le galline selvatiche e l'amore
- Antonio Palumbo in Eichmann
- Stefano Benassi in Operazione Valchiria
- Vittorio Guerrieri in The Big Bang
- Pierluigi Astore ne La grande passione
- Danilo Di Martino in FlashForward
- Christian Iansante in Una spia e mezzo
- Natale Ciravolo in Berlin Station
- Stefano De Sando in Balloon - Il vento della libertà
- Sergio Lucchetti in Das Boot
- Andrea Lavagnino in Aspettando Anya
- Enrico Di Troia in Gran Turismo

Da doppiatore è sostituito da:
- Mino Caprio in Cars 2

Nei film Il pianista, Transsiberian e A Taxi Driver è lasciato in lingua originale.

## Premi e candidature
- Premio Max Ophüls
  - 1991 - Miglior giovane attore per Der Mitwisser
- European Film Awards per il miglior attore
  - 2004 - candidatura come migliore attore - per Immortal Ad Vitam
- Sitges - Festival internazionale del cinema fantastico della Catalogna
  - 2006 - Migliore attore per Rohtenburg
- Bucheon International Fantastic Film Festival
  - 2007 - Migliore attore per Rohtenburg
- Diva
  - 2009 - Migliore attore per Mogadischu, Wanted - Scegli il tuo destino, Operazione Valchiria e Sea Wolf - Il lupo di mare
- Deutscher Fernsehpreis
  - 2010 - candidatura come migliore attore per Romy e Die Grenze
- Nika
  - 2014 - candidatura come migliore attore non protagonista per Stalingrad